# Konstytucyjna Partia Unii

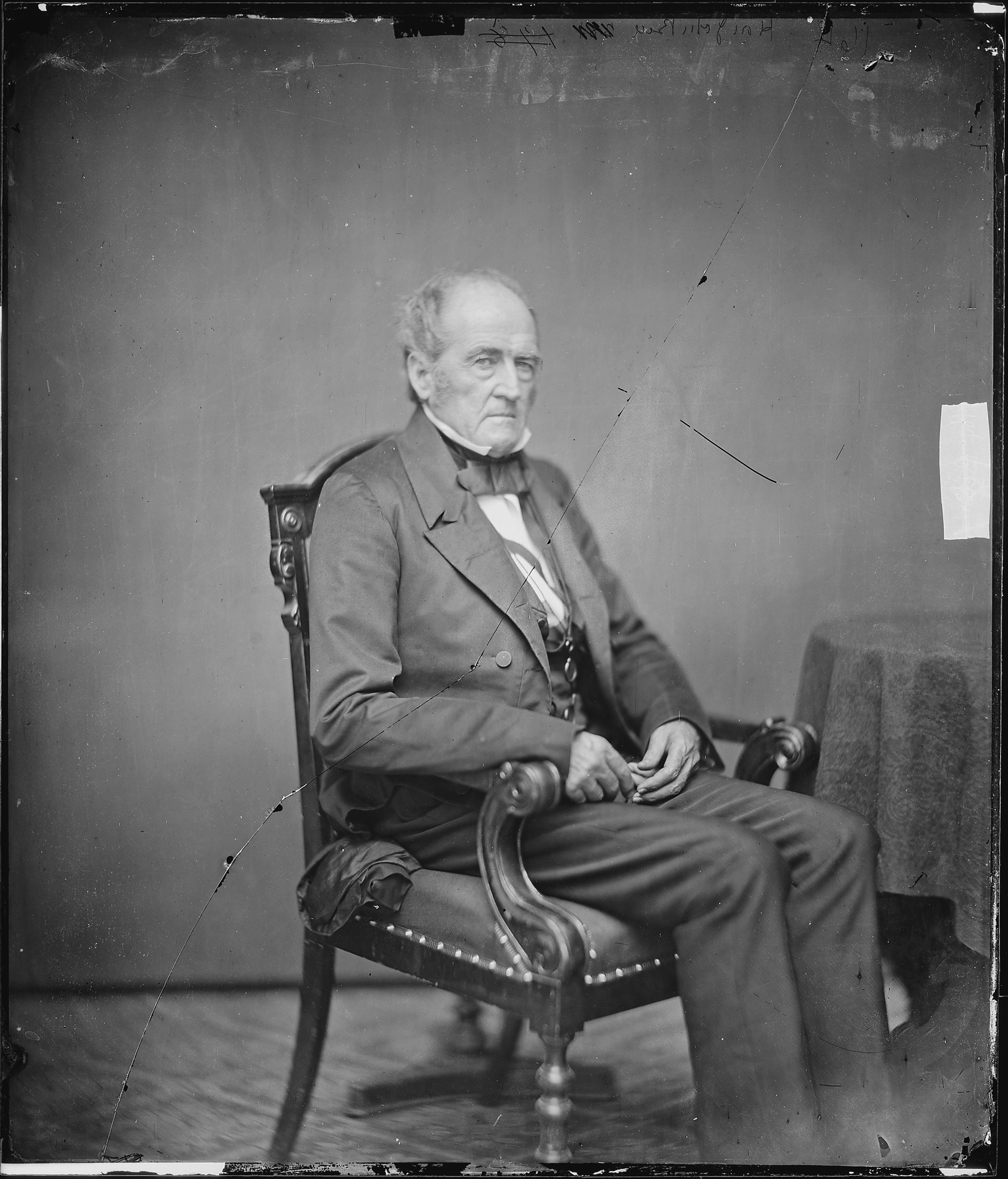
John Bell, kandydat na prezydenta w 1860 roku

Edward Everett, kandydat na wiceprezydenta w 1860 roku

Konstytucyjna Partia Unii, także Partia Unii Konstytucyjnej (ang. Constitutional Union Party) – partia polityczna istniejąca i działająca w Stanach Zjednoczonych w latach 1859–1861.
Partia Unii Konstytucyjnej zaczęła się formować, kiedy to amerykańskie partie polityczne ulegały rozłamom, wynikającym z różnic w kwestii niewolnictwa oraz grożącej secesji Południa. W Partii Republikańskiej o urząd prezydenta rywalizowali William H. Seward i Abraham Lincoln. W Partii Demokratycznej spór toczyli Stephen A. Douglas i John Cabell Breckinridge. Jeszcze przed kampanią poprzedzającą wybory prezydenckie w 1860 roku, w 1859 roku powstała Konstytucyjna Partia Unii, złożona z dawnych wigów i nic niewiedzących. Członkowie tej formacji nie zajmowali stanowiska w głównych sprawach spornych, pragnąc jedynie zachowania jedności kraju. W ich programie nie znalazło się nic na temat kwestii niewolnictwa, a ich głównym hasłem było „Konstytucja, unia stanów i egzekucja prawa”. Liczyli, że nie skupiając się na kontrowersyjnych kwestiach i podkreślając patriotyzm zyskają sympatię umiarkowanych wyborców, zarówno z Północy jak i z Południa. Częściowo odniosło to skutek, gdyż do jej zwolenników należeli także unioniści ze stanów południowych.
Na konwencji wyborczej w Baltimore 9-10 maja 1860 roku członkowie nowej partii udzielili Johnowi Bellowi nominacji prezydenckiej i Edwardowi Everettowi nominacji wiceprezydenckiej w listopadowych wyborach. Mieli nadzieję, że rozbieżności w dwóch głównych obozach politycznych doprowadzą do pata i konieczności wyboru prezydenta przez Izbę Reprezentantów. Bell uzyskał ponad 590 tysięcy głosów powszechnych (12.6% całości) i 39 głosów elektorskich. Krótko po wybuchu wojny secesyjnej partia uległa rozpadowi.
| Wybory prezydenckie | Kandydat  | Głosy powszechne | Głosy elektorskie |
| ------------------- | --------- | ---------------- | ----------------- |
| 1860                | John Bell | 590 631          | 39                |

| Wybory do Izby Reprezentantów | Liczba mandatów |
| ----------------------------- | --------------- |
| 1860                          | 2               |